# São Marcelo (Bahia)
São Marcelo é um povoado localizado próximo ao encontro dos rios Preto e Sapão, no oeste do município de Formosa do Rio Preto, na Bahia.

## História
O acontecimento de maior relevância histórica para o povoado de São Marcelo foi a inauguração, em 1908, da linha de navegação a vapor do rio Preto, durante a visita do então governador da Bahia José Marcelino de Sousa.